# فلکناس اوجا
فلک‌ناز اوجا (Feleknas Uca) عضو حزب چپ آلمان و نماینده پیشین این حزب در پارلمان اروپا است. فلک‌ناز در سال ۱۹۷۶ در خانواده‌ای ایزدی کُردتبار در آلمان چشم به جهان گشود. وی روابط نزدیکی با احزاب چپ ترکیه به ویژه احزاب ملی‌گرای کرد آن داشته‌است و یکی از مدافعین برجسته لیلا زانا بوده‌است.

## زندگی
فلک‌ناز اوجا در تسل، در نیدرزاکسن در آلمان غربی در یک خانواده مهاجر ایزدی که از ترکیه به آلمان مهاجرت کرده بودند به دنیا آمد. وی پیش از انجام کارآموزی به عنوان دستیار دکتر، از مدرسه جامع تسل دانش‌آموخته شد و مدرک کارشناسی اش را به صورت آموزش از راه دور تکمیل کرد.
اوجا در سال ۱۹۹۹ در سن ۲۲ سالگی به عنوان نفر پنجم از شش نفر در فهرست ملی حزب سوسیالیسم دموکراتیک در پارلمان اروپا انتخاب شد. در پنجمین پارلمان اروپا (۲۰۰۴–۱۹۹۹) اوجا مسئولیت کمیته فرهنگ، آموزش و رسانه و نیز کمیته فرصت‌های برابر را بر عهده داشت. وی ارتباط نزدیکی با گروه‌های ملی‌گرای کرد در ترکیه دارد. اوجا همچنین عضو کمیته پارلمانی مشترک ترکیه-اتحادیه اروپا بوده‌است. در گزینش حزب سوسیالیسم دموکراتیک برای انتخاب نماینده در ششمین پارلمان اروپا(۲۰۰۹–۲۰۰۴) اوجا در فهرست ملی حزب در جایگاه هفتم قرار گرفت و جایگاهش تحت چالش جدی قرار گرفت. با این حال در انتخابات، حزب سوسیالیسم دموکراتیک سهم افزوده شده رأی را تأمین کرد و اوجا در آخرین پله از برگزیدگان جای گرفت.

## جایزهٔ کلارا زتکین
فلکناس اوجا در ماه مارس ۲۰۱۷ در هفتمین دورهٔ جایزهٔ کلارا زتکین که از سوی حزب چپ آلمان اعطا می‌شود، این جایزه را دریافت کرد. این جایزه هر سال در ۸ مارس روز جهانی زن به یادبود کلارا زتکین به زنانی اعطا می‌شود که موفقیت‌های بزرگی را در زمینهٔ سیاست و جامعه در رابطه با حقوق زنان به دست آورده‌اند.